# Stevo G. Opačić
Stevo Gliše Opačić (Plavno, kod Knina, 8. kolovoza 1923. — Beograd, 17. srpnja 2016.) bio je sudionik Narodnooslobodilačke borbe, političar SFR Jugoslavije i narodni heroj Jugoslavije.

## Životopis
Rođen je 8. kolovoza 1923. godine u selu Plavnu kraj Knina, u siromašnoj seljačkoj obitelji. Nakon završetka osnovne škole, kao radnik glasonoša zaposlio se na izgradnji Unske željezničke pruge. Zatim je otišao u Beograd i radio kao građevinski radnik, gdje je sudjelovao u štrajkovima.

### Drugi svjetski rat
Nakon Travanjskog rata vratio se iz Beograda u Plavno, gdje je sudjelovao u prikupljanju oružja, municije i druge vojničke opreme. Početkom ustanka u NDH, 27. srpnja 1941. godine, zajedno s drugim ustanicima osvojio je ustaški garnizon u Plavnu. U proljeće 1942. godine bio je desetar, a zatim vodnik u Plavanjskoj partizanskoj četi koja je ušla u sastav bataljuna „Branko Vladušić“. Prilikom formiranja Druge dalmatinske brigade, bataljun je ušao u njezin sastav.
U borbama kod Kupresa, krajem prosinca 1942., ustaše su iznenadnim prodorom na Stožeru razbili Štab brigade i ugrozili Prvi bataljon. Stevo je s nekolicinom boraca sačekao ustaške snage koje su nastupale od Bugojna, izvršio juriš i razbio ih, osiguravši bataljun. Bio je bombaš u napadu na elitne četničke jedinice Draže Mihailovića na Kalinoviku i prilikom prijelaza Druge dalmatinske brigade prijeko Drine u Sandžak, u travnju 1943. godine. U tim borbama bio je ranjen.
Na početku bitke na Sutjesci, Druga dalmatinska brigada vodila je borbe na planini Sinjajevini. Tu se Stevo sukobio s njemačkim vojnicima i u borbama prsa o prsa s vodom držao svoje položaje. Tijekom bitke na Sutjesci, kada je Druga dalmatinska brigada vodila višednevne borbe na Barama, sprječavajući pokušaje nadmoćnijih njemačkih snaga da prodru u dolinu Sutjeske, Stevo je sudjelovao u obrani položaja i u protujurišima. Stevo je tada s vodom branio Planinicu, na koju su Nijemci od 5. do 8. lipnja vršili napad za napadom, ali su svaki put bili odbačeni.
U pokretu prijeko Zelengore 11. lipnja, Prvi bataljun je iznenada upao u njemačku zasjedu. Stevo je tijekom borbe zaplijenio dvije strojnice i dvije radio-stanice. U borbi je likvidirano više od 40 njemačkih vojnika. Za iskazanu hrabrost i vještinu pri zapovjedanju postrojbom u borbi, Stevo je tih dana bio postavljen za zapovjednika Treće čete.
U borbi s Nijemcima, 17. kolovoza 1943. godine, u selu Podgorje kod Tuzle, Stevo se s četom provukao kroz šumu i napao Nijemce s lijevog boka, odbacivši ih u dolinu i tako stvorio uvjete za njihov poraz. Tom je prilikom poginulo i ranjeno 50 njemačkih vjnika. Sudjelovao je i u bitkama koje je Druga dalmatinska brigada vodila kasnije u Crnoj Gori i Sandžaku krajem 1943. i početkom 1944. godine.
Lipnja 1944. godine, po naređenju Vrhovnog štaba NOV i PO Jugoslavije, Stevo Opačić je iz Crne Gore s grupom od tridesetak vojno-političkih rukovoditelja iz Druge dalmatinske brigade bio upućen u Osmi dalmatinski korpus u Dalmaciju. Stevo je tada u Osmom korpusu bio postavljen za zapovjednika Četvrtog bataljuna Četrnaeste brigade Devetnaeste dalmatinske divizije NOVJ-a, koja je tih dana vodila borbe na području sjeverne Dalmacije. Bio se istakao u 15-dnevnim borbama za oslobođenje Knina protiv njemačkih i četničkih snaga Momčila Đujića. U borbama je bio teško ranjen kod sela Oćestova, u sukobu boraca s njemačkim tenkovima.

### Karijera u Jugoslaviji
Nakon Drugoga svjetskog rata bio je na dužnostima u UDB-i za Srbiju i Jugoslaviju. U to vrijeme je pored vršenja dužnosti završio gimnaziju i Pravni fakultet u Beogradu. Od 1963. godine bio je generalni ravnatelj poduzeća za vanjsku trgovinu „Progres“.
Živeo je u Beogradu, gde je i umro 17. srpnja 2016. godine.
Nositelj je Partizanske spomenice 1941. i ostalih jugoslavenskih odličja. Ordenom narodnog heroja odlikovan je 23. srpnja 1953. godine.
Na vojnoj paradi u Beogradu, 16. listopada 2014. godine, Stevo Opačić je bio među počasnim gostima i stajao je u prvom redu pored premijera Srbije Aleksandra Vučića.